# The Cult Movie Network
The Cult Movie Network est un service de vidéo à la demande canadien appartenant à The Cult Movie Channel Inc et spécialisé dans la diffusion de films de série B.
De 2010 à 2018, une chaîne de télévision linéaire était dispoinible uniquement aux abonnés de MTS au Manitoba.

## Histoire
Dieter Kohler a obtenu une licence de diffusion auprès du CRTC en mai 2003 mais a lancé le service en décembre 2010 chez le fournisseur MTS au Manitoba. La chaîne linéaire a été retirée le 1er décembre 2018, peu après l'acquisition de MTS par Bell Canada.
D'après le site internet, la chaîne devait être relancée au cours de l'été 2011 avec un nouveau logo, présentation, et un catalogue un peu plus vaste afin d'inclure des genres de comédie, science-fiction, fantaisie, et plus.